# Аплизиатоксины
Аплизиатоксины — семейство ядов небелковой природы.

Аплизиатоксин

Содержатся в секреторной жидкости ядовитых брюхоногих моллюсков — морских зайцев (Aplysiidae). Наибольший интерес представляют аплизиатоксин и дебромаплизиатоксин, впервые выделенные в виде смеси соединений (ЛД50 0,3 мг/кг (мыши, внутрибрюшинно)). Оба соединения — кристаллические вещества, ограниченно растворимые в полярных растворителях. Вызывают у животных нарушение координации движений, судороги, остановку дыхания. У людей, работавших с экстрактами токсинов, наблюдались отёки слизистых полости носа и рта, а также образование медленно заживающих язв на коже.